# Lars Zetterquist
Lars Johan Zetterquist, född den 25 mars 1860 i Tösse i Dalsland, död den 17 mars 1946 i Arvika västra församling, var en svensk violinist, anställd i Kungliga hovkapellet från 1882 och konsertmästare där från 1886.
Zetterquist studerade vid Musikkonservatoriet i Stockholm 1875–1878 samt därefter 1878–1880 för Léonard i Paris. Han blev musikdirektör vid Livregementets husarer 1885, vid Västgöta-Dals regemente 1888 och vid Svea artilleriregemente 1895. Han var vidare ledamot av Musikaliska Akademien från 1892. Han undervisade bland andra Hugo Alfvén (1887–1890) vid Musikkonservatoriet.
Han drog sig tillbaka från Stockholm 1925 och bosatte sig i byn Långvak nära Arvika där han blev lantbrukare samt violinpedagog vid Folkliga musikskolan på Ingesund. 
Lars Zetterquist var far till violinisten Lars Fredrik Zetterquist (1888–1978), cellisten Lars Zetterquist (1892–1987) som liksom fadern undervisade på Ingesund, konstnären Jérôme Zetterquist (1898–1968) som i sin tur blev far till konstnären Kajsa Zetterquist (född 1936), samt skräddaren Knut Zetterquist som i sin tur blev far till konstnärerna Olle Zetterquist (född 1927) och Jörgen Zetterquist (1928–2013).